# マニラ・メトロレール3000形電車
3000形は、フィリピンの首都・マニラの通勤鉄道（ライトレール）であるマニラ・メトロレールMRT-3線で運行する電車。製造メーカーであるČKDタトラでの形式名はRT8D5M、もしくはRT8Mである。

## 概要
1999年に開通したMRT-3線（Line 3）へ向けて製造された電車。製造を担当したチェコのČKDタトラは経済相互援助会議（コメコン）の元、東側諸国へ向けて多数の路面電車車両（タトラカー）を生産していたが、ソビエト連邦の崩壊を始めとする東側諸国の民主化により需要が激減しており、新たな市場を模索していた経緯を持つ。1992年の発注当初の製造両数は84両を予定していたが、MRT-3線の運営組織が変更された事により1996年に改めて73両が発注された。また、それに先立つ1995年には試作車1両が製造されている。
チェコやスロバキア（旧：チェコスロバキア）を中心に導入された路面電車車両のKT8D5を基に設計が行われた3車体連接車で、試作車はKT8D5と同様の角ばった車体を有していた一方、量産車は前面が丸みを帯びた形状へと変更されている。また試作車は編成の前後に運転台が存在する両運転台として製造されたが、量産車は連結運転（3両編成）を前提としているため運転台は片側のみに設置されている。連接部分は車体下部のサブフレームによって接続される。
乗降扉は車体両側に5箇所設置されており、中間車体の扉幅は1,255 mmと他の扉（861 mm）に比べて広い。また全ての扉が閉鎖しないと列車が発車しないよう安全対策がなされている。チェコと比べ気温が高いマニラで運用するため、屋根上にはクーラーが計3基設置され、故障時に備え側窓の上部には開閉可能なヒンジ部分が備わっている。
編成内に4台設置されている台車は全て2基の直流分巻電動機が設置されている動力台車で、IGBT素子を用いた電機子チョッパ制御装置によって制御される。制動装置は回生ブレーキ、ディスクブレーキ、非常用の電磁吸着ブレーキを搭載している。これらの機器を制御する運転室からの操作については、試作車が足踏みペダルを用いた一方、量産車はマスター・コントローラが使用されている。
安全装置として自動列車保護装置（ATP）が装備されており、走行中の列車の情報が逐一収集される他、異常が発生した際に運転手を支援するデジタル診断システムも搭載されている。

側面図（量産車）
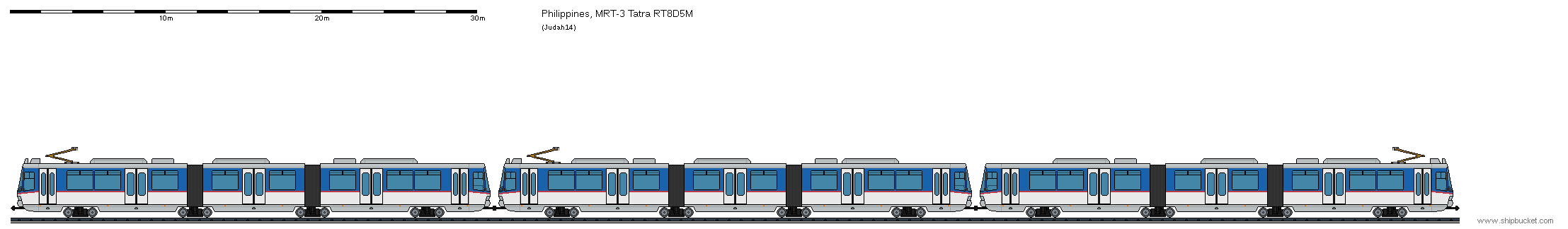

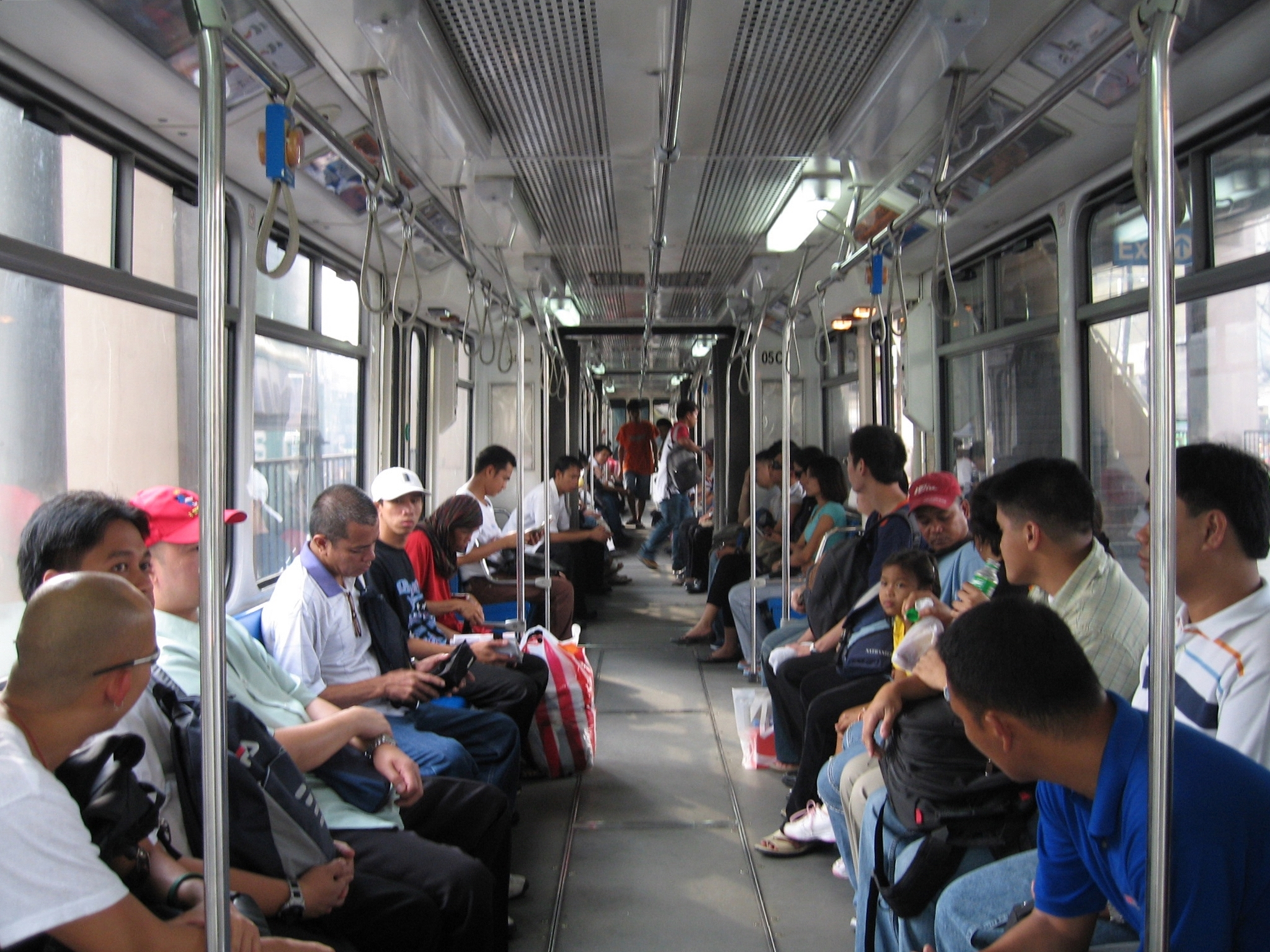
車内
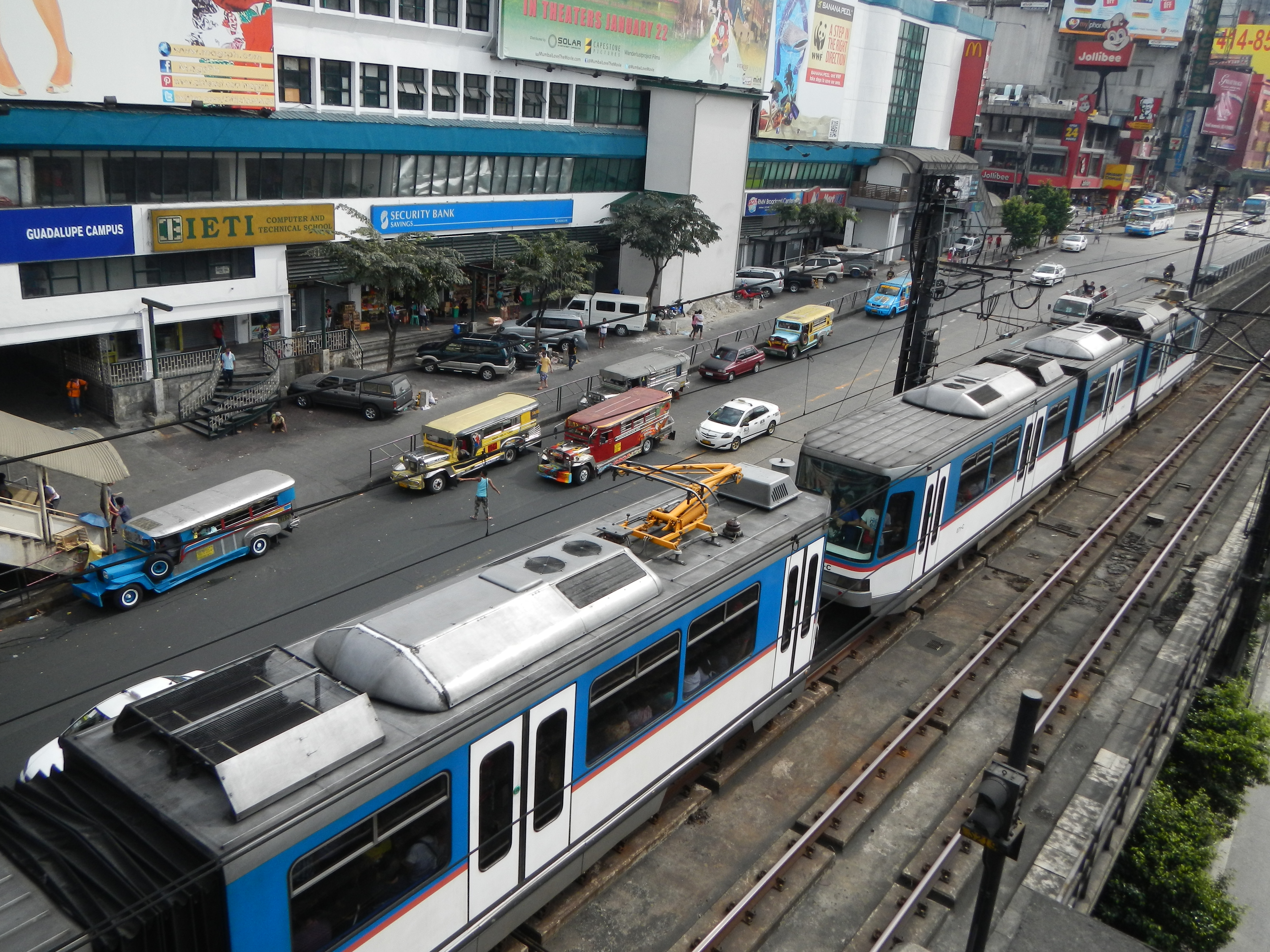
屋根上にはクーラーが設置されている

## 運用

### 試作車
1995年に製造された試作車は"0029"と言う車両番号が与えられたが、フィリピンへの輸出は行われず、運営事業者側からの要望により1998年11月3日に衝突試験に用いられた。同じく試験対象となったタトラT3へ最高速度40 km/hで衝突させた結果、タトラT3は全壊した一方0029は完全には損傷せず、耐荷重部品が安全基準を満たしている事が確認された。その後車両はプラハ市電の車庫で留置された後解体されている。

### 量産車
車両の製造は1997年から1999年にかけて実施され、同年の開業へ備えた。最初の編成は飛行機を用いて空輸され、残りの車両は船を用いてマニラへ輸出された。導入に際してはチェコ輸出入銀行による輸出信用の供与が行われた。
73両が導入され3両編成24本と予備車1両による運用が組まれたが、クーラーの搭載などマニラでの運用を前提とした設計ながらも基本的な構造は寒冷なチェコ向けの車両（KT8D5）と同様である事や、排気ガスなどを要因とした大気汚染がマニラで激しい事から、主電動機やクーラーのフィルターの目詰まりや回路の発熱が著しく、2012年の時点でメンテナンス頻度が高い状態が続いている事が報告されていた。更に車両自体の老朽化や予備部品の不足に加え、適切な保守が実施されなかったことにより運用を離脱する車両が続出し、2018年の時点で営業運転へ導入可能な編成は最大でも15本に留まり、故障も頻発する状態になっていた。
そのため2019年以降、フィリピン運輸省（DOTr）から住友商事と共にMRT-3線の改修およびメンテナンスプロジェクトの受注を獲得した三菱重工により、線路や架線、信号、通信システムに加えて3000形電車の改修工事が実施されており、2022年7月までに完了する予定である。

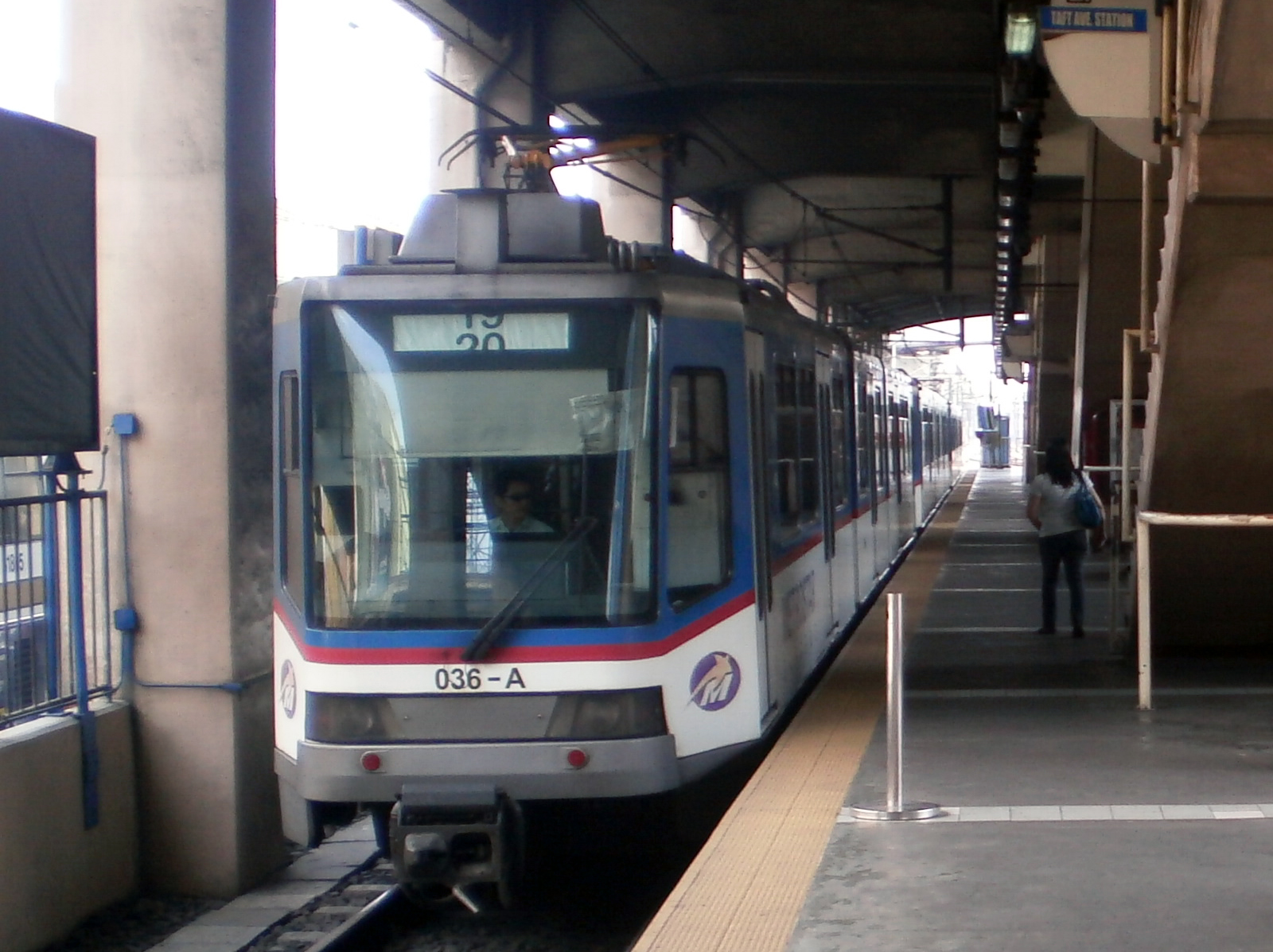
駅に停車する3000形電車
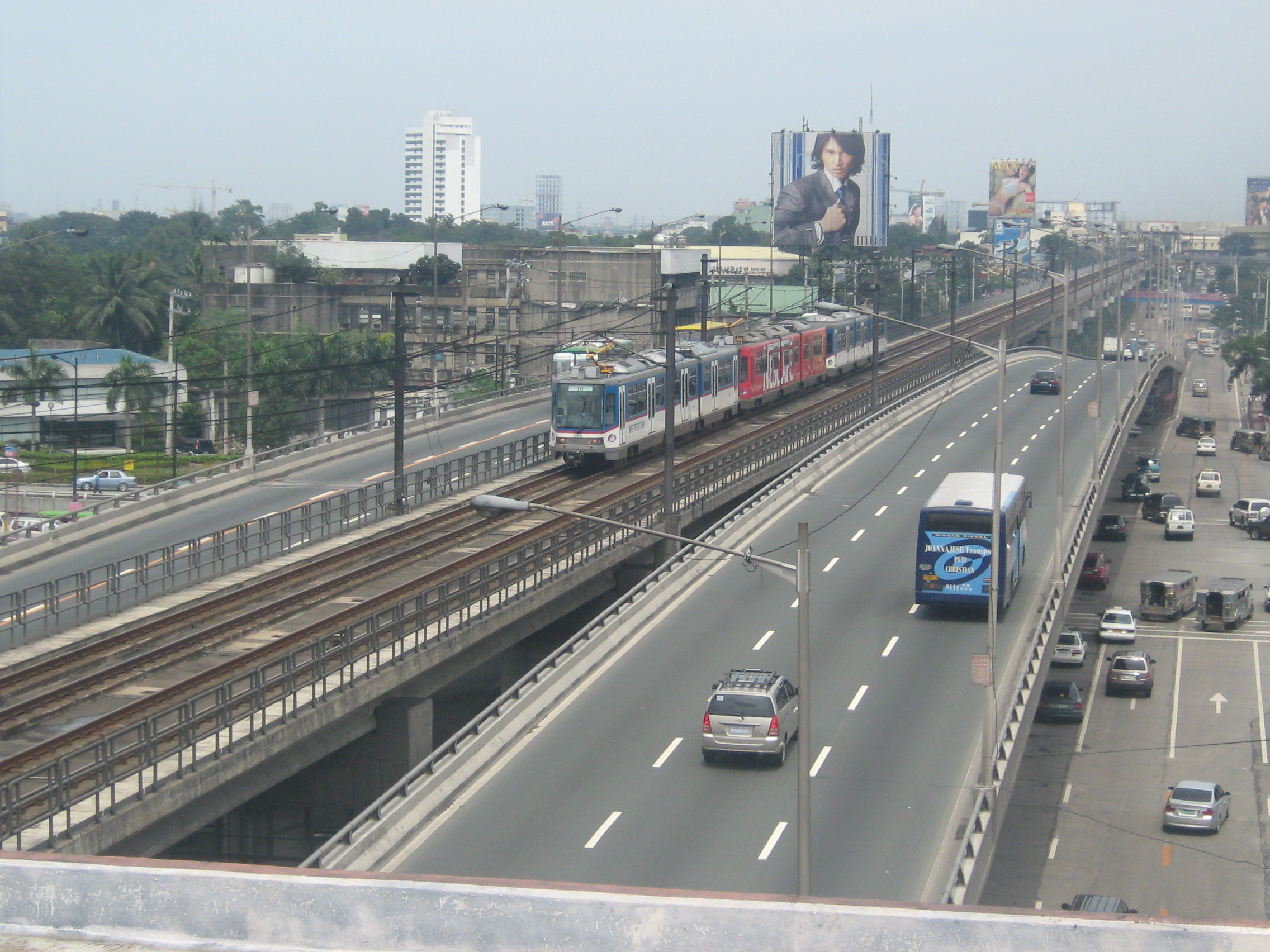
広告塗装を纏った車両を挟んだ3両編成
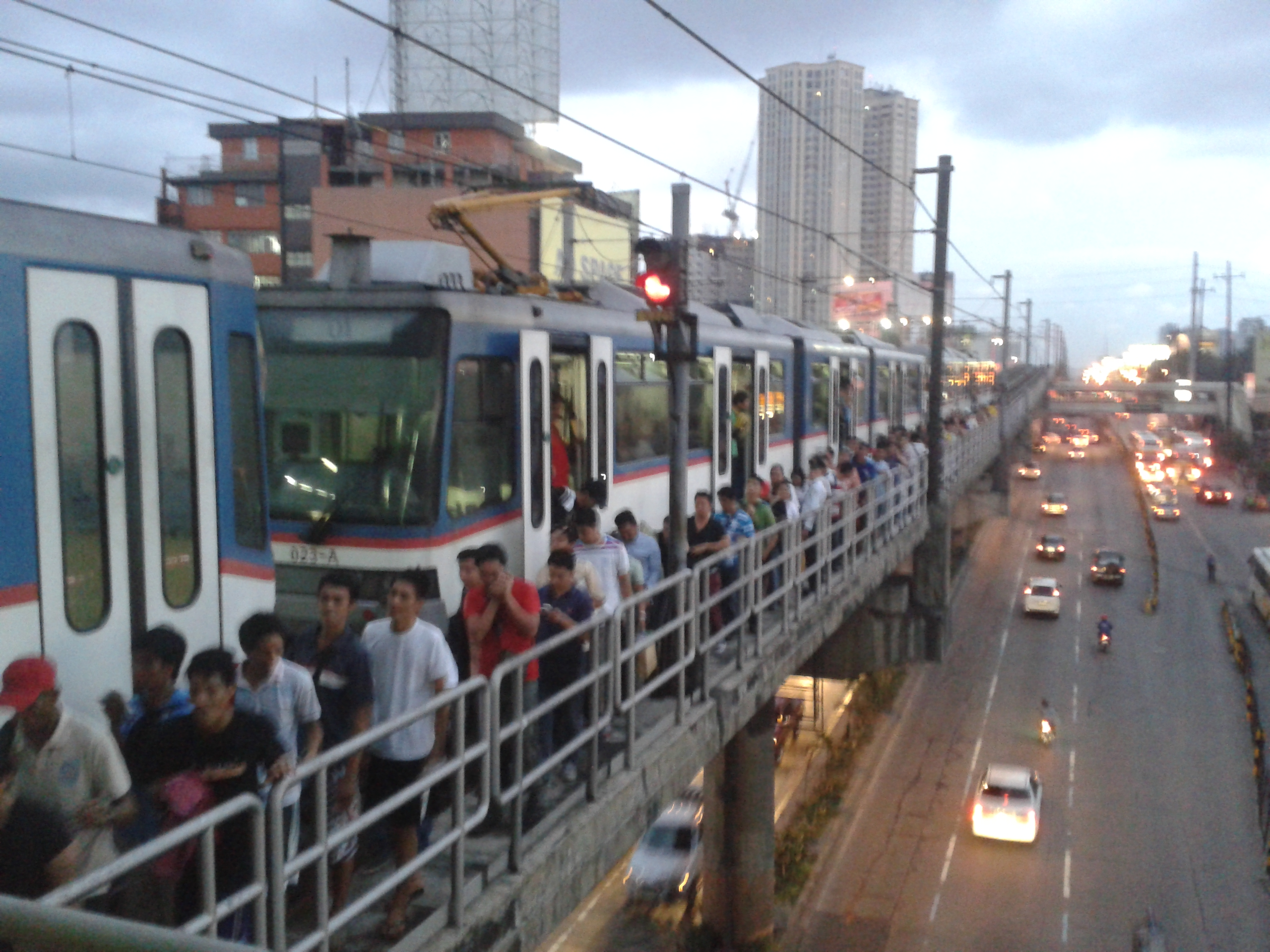
故障した3000形電車から降りる乗客（2014年撮影）

## 参考資料
- Goverment of the Republic of the Philippins (2010年12月). Procurement of GOODS DOTC-MRT-3 System Maintenance service provinder (for three years) (PDF) (Report) (英語). 2019年12月5日閲覧。
- マニラ駐在員事務所 (2012年11月). ワールドレポート：住友商事・三菱重工、マニラ首都圏の経済発展を支える庶民の足、MRT3号線 (PDF) (Report). 国際協力銀行. 2013年2月23日時点のオリジナル (PDF)よりアーカイブ。2019年12月5日閲覧。